# Вооружённые силы Габона
Вооружённые силы Габона (фр. Forces Armées Gabonaises) — военная организация Габонской Республики, предназначенная для защиты свободы, независимости и территориальной целостности государства. 
ВС Габона состоят из органов военного управления, сухопутных войск, военно-морских, военно-воздушных сил, национальной жандармерии и национальной полиции. Формируется на профессиональной основе. Численность на 2005 год — 4 700 человек личного состава.

## История
10 марта 1960 года, когда Габон обрел независимость от Франции, была образована Национальная жандармерия Габона (НЖГ) на основе Либревильского отряда жандармерии, сформированном в 1929 году. Им командовал генерал-губернатор Французской Экваториальной Африки Феликс Эбуэ. НЖГ подчинялась непосредственно президенту Габона, что сохранилось до наших дней. Сухопутные войска Габона были созданы 6 декабря 1960 года указом президента Леона Мба путём формирования 1-го габонского пехотного батальона с расположением в Либревиле (лагерь Нтчоре). Он состоял из 1-й боевой роты и учебного центра. Укомплектование, в основном, происходило из унтер-офицеров, служивших во французской колониальной армии, главным образом во 2-й роте 21-й БИМА (батальон морской пехоты, базировался в Либревиле). Также в декабре 1960 года были созданы Военно-морские силы Габона с базированием в Порт-Жантиле, но подчинены они были командованию сухопутных войск. Им в задачу было поставлено наблюдение и обеспечение безопасности в прибрежных водах (на протяжении 800 км береговой линии). В 1961 году для укрепления армии, были подписаны оборонные соглашения с Францией, в основном о технической помощи и обучении персонала. В 1962 году, при инициативе президента Мба, в вооруженных силах Габона был создан вспомогательный отряд (AFFAG), укомплектованный женщинами, который расположился в военном лагере Овендо. Отряд возглавил лейтенант Ба Умар. В 1963 году было создано парашютно-десантное подразделение, под командованием лейтенанта Эссоно, чтобы повысить мобильность армии, так как в Габоне не было дорожной инфраструктуры, что бы быстро перемещать основные армейские силы. До июня 1964 года звание начальника Генерального штаба вооруженных сил Габона носил старший офицер французский армии (полковник Грибелен, затем полковник Руайе), после — начальники генштаба назначались из габонских офицеров. В 1969 году на эту должность назначен полковник Назера Булингуи.
25 января 1972 года указом президента Габона № 00205 созданы ВВС Габона как отдельный авиа компонент вооруженных сил Габона. В январе 1980 года, по инициативе президента Эль-Хаджа Омара Бонго Ондимба, ВВС приобрели истребители и создали авиабазу № 2 в Мвенге, которая наряду с авиабазой в Либревиле стала основной для размещения структуры габонских ВВС.
В 1983 году военно-морские силы вышли из-под командования Сухопутных войск, и сформирован отдельный штаб в Либревиле. Военно-морские базы расположились в Порт-Жантиль и Маюмба (вспомогательный). В 1983—1984 годах для сухопутных войск были поставлены 8 испанских комплексов РСЗО Teruel MRL. В 1984 году в составе ВМС сформирована Морская стрелковая рота (COFUSMA). В 1988 году и 1990 году были получены два патрульных катера типа П400 французской постройки. Один из них получил название P07 «Генерал Ба-Умар», другой P08 «Полковник Джуэ Дабани». Указом президента № 00905 от 11 июля 1986 года был создан авиаотряд армейской лёгкой авиации с подчинением штабу сухопутных войск. В его состав были переданы все вертолёты, имевшиеся на вооружении Габонских вооруженных сил, а также инфраструктуру и личный состав бывшей вертолетной эскадрильи ВВС.
В апреле 2001 года министр обороны Бонго посетил Китай, во время которого провёл смотр почетного караула НОАК. После чего обратился к Чи Хаотяню, с просьбой о выделении инструкторов, чтобы помочь создать и обучить профессиональные церемониальные подразделения в Габонская армии. После всех согласований Министерство национальной обороны Китая отправило своих специалистов во главе с подполковником Ван Юаньцзином в Либревиль в марте 2003 года.
В 2010 году был создан Главный музыкальный оркестр Сил обороны Габона. В него вошли представители национальной жандармерии, вооруженных сил и национальной полиции, всего около 50 человек. Руководит оркестром капитан Жан-Батист Рабимбинонго, а главным дирижёром назначен лейтенант Леа Нзуфа Нзе. Ежегодно он принимает участие в мероприятиях в честь Дня государственного флага Габона и военном параде в честь независимости страны, других официальных церемониях.
С 2012 по 2013 год солдаты Габонской армии участвовали в развертывании контингента в Центральноафриканской Республике.
7 января 2019 года некоторые офицеры ВС Габона предприняли попытку государственного переворота. Переворот не удался, и часть мятежников была обезврежена и арестована через несколько часов. Позднее в тот же день министр по делам коммуникаций Ги-Бертран Мапонга заявил, что ещё один мятежник объявлен в розыск.
30 августа 2023 года в Габоне произошёл военный переворот: военные объявили о захвате власти после того, как стало известно о переизбрании действующего президента Али Бонго Ондимба, который занимает этот пост с 2009 года, на третий срок.

## Общие сведения
| Вооружённые силы Габона                                         | Вооружённые силы Габона |
| --------------------------------------------------------------- | --- |
| Состав вооружённых сил:                                         | Сухопутные войска (фр. Armée de terre gabonaise) Военно-морской флот (фр. Marine nationale) Военно-воздушные силы (фр. Armée de l'air gabonaise) Национальная жандармерия (фр. La Gendarmerie nationale) Национальная полиция (Национальная Гвардия) (Местная полиция) |
| Призывной возраст и порядок комплектования:                     | Вооружённые силы Габона комплектуются исключительно на добровольной основе, гражданами Габона, достигшими возраста 20 лет; призыв на воинскую службу отсутствует.(по состоянию на 2009 год)                                                                            |
| Человеческие ресурсы, доступные для воинской службы:            | мужчины в возрасте 16-49: 350 640 женщины в возрасте 16-49: 351 718 (2010 оценочно) |
| Человеческие ресурсы, пригодные для воинской службы:            | мужчины в возрасте 16-49: 202 404 женщины в возрасте 16-49: 195 389 (2010 оценочно) |
| Человеческие ресурсы, ежегодно достигающие призывного возраста: | мужчины: 17 638 женщины: 17 614 (2010 оценочно) |

- Возможность мобилизации (мужчины) 278 826 (2005)
- Годен к военной службе (мужчины) 159 198 (2005)
- Ежегодный призыв (мужчины) 15 325 (2005)
- Призывной возраст 20 лет

Военные расходы (в различные годы) — процент от ВВП:
- 2001 год — ? % 70,8 млн.$ (? место в мире)
- 2005 год — 3,4 % (82 место в мире)
- 2009 год — 0,9 % (141 место в мире)[17]
- 2014 год — 0,55 % 81,52 млн. $ (? место в мире)
- 2017 год — 0,55 % 81,52 млн. $ (? место в мире)
- 2020 год — 1,8 % 267 млн. $ (? место в мире)

## Сухопутные войска

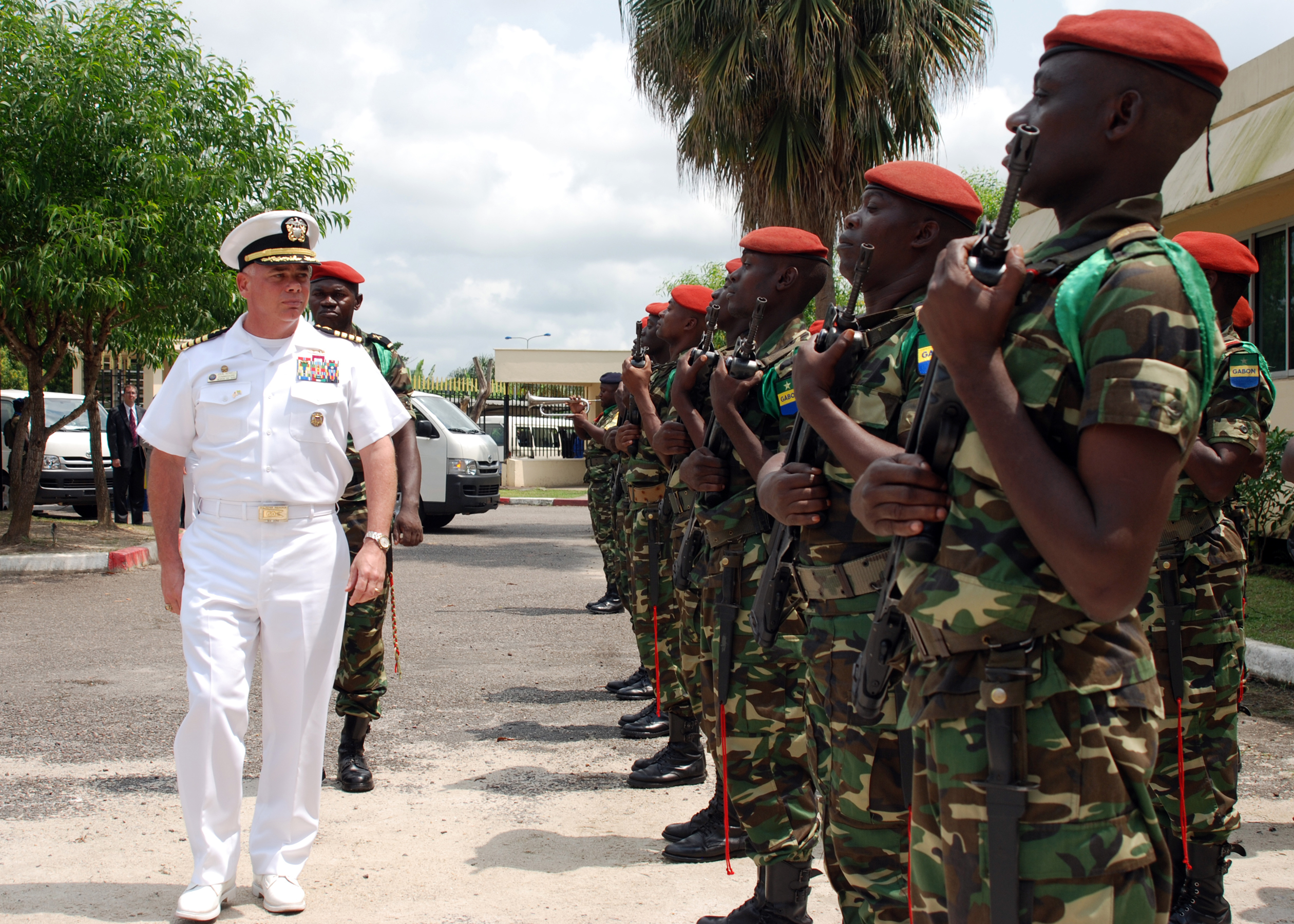
Капитан Джон Б. Новелл-младший, коммодор Африканской партнерской станции (APS), приветствует Габонскую армию. Либревиль, Габон, 8 января 2008 года

Сухопутные войска Габона (Armée de terre gabonaise) — основной компонент вооруженных сил Габона. На 2019 год численность персонала составляла 3200 человек. На вооружении находятся порядка 70 разведывательных боевых машин, 12 боевых машин пехоты, 22 бронетранспортёра, 6 артиллерийских орудий, 5 вертолётов.

### Организационная структура
Пехотный полк
- восемь мотострелковых батальонов (по 1 батальону на каждый регион)

Гвардейский бронированный батальон (Либревиль)
- три пехотных (стрелковые) роты
- один бронекавалерийский разведывательный отряд
- одна артиллерийская батарея
- одна зенитная батарея ПВО

Воздушно-десантный полк
- одна рота командования
- один парашютный батальон
- три вертолётные эскадрильи

Бригада бронетанковой разведки
- один командно-логистический отряд
- два бронетанковых отряда
- один легкобронированный разведывательный отряд

Полк артиллерийской поддержки
- одна артиллерийская батарея
- одна миномётная батарея
- одна батарея систем реактивного залпового огня (8 Teruel MRL)

Инженерная рота
- один командно-логистический отряд
- инженерный отряд

Президентская охрана
- Президентский гвардейский батальон (1800 человек)

### Техника и вооружение
| Фото                                          | Тип                                    | Описание                                                                        | Количество                             | Примечания                                                |
| Боевые разведывательные машины (RECCE)        | Боевые разведывательные машины (RECCE) | Боевые разведывательные машины (RECCE)                                          | Боевые разведывательные машины (RECCE) | Боевые разведывательные машины (RECCE)                    |
| --------------------------------------------- | -------------------------------------- | ------------------------------------------------------------------------------- | -------------------------------------- | --------------------------------------------------------- |
|                                               | ERC-90F4 Sagaie                        | В модификации с 90-мм пушкой F4                                                 | 6                                      | По состоянию на 2021 год                                  |
|                                               | AML-90 Eland 90                        | В модификации с 90-мм танковой пушкой DEFA D921                                 | 24                                     | По состоянию на 2021 год                                  |
|                                               | AML-60 Eland 60                        | В модификации с 60-мм миномётом и 7,62-мм пулемётом                             | 24                                     | По состоянию на 2021 год                                  |
|                                               | Engesa EE-3 Jararaca                   | В модификации с 7,62-мм пулемётом                                               | 12                                     | По состоянию на 2021 год                                  |
|                                               | V-2                                    | В модификации V-150 с 12,7-мм спаренным пулемётом                               | 7                                      | По состоянию на 2021 год                                  |
|                                               | EE-9 Cascavel                          | О модификации нет данных                                                        | 14                                     | По состоянию на 2021 год                                  |
|                                               | Véhicule Blindé Léger                  | О модификации нет данных                                                        | 14                                     | По состоянию на 2021 год                                  |
| Боевые машины пехоты (IFV)                    |                                        |                                                                                 |                                        |                                                           |
|                                               | IFV EE-11 Urutu                        | В модификации с 20-мм пушкой                                                    | 12                                     | По состоянию на 2021 год                                  |
|                                               | VN1                                    | В модификации с 30-мм пушкой и 7,62-мм пулемётом                                | 5                                      | По состоянию на 2021 год, оцениваются как не боеспособные |
| Бронетранспортёры (APC)                       |                                        |                                                                                 |                                        |                                                           |
|                                               | Pandur I                               | В модификации бронетранспортёр с колесной формулой 6×6                          | 1                                      | По состоянию на 2021 год                                  |
|                                               | WZ-523                                 | В модификации бронетранспортёр с колесной формулой 6×6                          | 3                                      | По состоянию на 2021 год                                  |
|                                               | LAV-150 Commando                       | В модификации бронетранспортёр с колесной формулой 4×4 без бортового вооружения | 9                                      | По состоянию на 2021 год                                  |
|                                               | ACMAT Bastion                          | В модификации бронетранспортёр с колесной формулой 4×4 без бортового вооружения | 5                                      | По состоянию на 2021 год                                  |
|                                               | Berliet VXB-170                        | В модификации бронетранспортёр с колесной формулой 4×4 без бортового вооружения | 12                                     | По состоянию на 2021 год                                  |
| Автомобили с противоминной защитой (MRAP/PPV) |                                        |                                                                                 |                                        |                                                           |
|                                               | Nexter Aravis                          | В модификации с 20-мм пушкой                                                    | 8                                      | По состоянию на 2021 год                                  |
|                                               | Ashok Leyland MPV                      | О модификации нет данных                                                        | 34                                     | По состоянию на 2021 год                                  |
| Противотанковые средства (AT/AI)              |                                        |                                                                                 |                                        |                                                           |
|                                               | / Milan                                | Противотанковый ракетный комплекс                                               | н.д.                                   | По состоянию на 2021 год                                  |
|                                               | M40A1                                  | 106-мм безоткатное орудие                                                       | н.д.                                   | По состоянию на 2021 год                                  |
| Артиллерия                                    |                                        |                                                                                 |                                        |                                                           |
|                                               | M101 Howitzer                          | 105-мм гаубица                                                                  | 4                                      | По состоянию на 2021 год                                  |
|                                               | Brandt АМ-50                           | 120-мм миномёт возимый миномёт                                                  | 4                                      | По состоянию на 2021 год                                  |
|                                               |                                        | 81-мм переносной миномёт                                                        | 35                                     | По состоянию на 2021 год                                  |
| Реактивные системы залпового огня (MRL)       |                                        |                                                                                 |                                        |                                                           |
|                                               | Teruel MRL                             | Самоходная реактивная система залпового огня                                    | 8                                      | По состоянию на 2021 год                                  |
|                                               | PH-63                                  | Буксируемая реактивная система залпового огня                                   | 16                                     | По состоянию на 2021 год                                  |
| Средства ПВО                                  |                                        |                                                                                 |                                        |                                                           |
|                                               | ERC-20 Kriss                           | В модификации ПВО со спаренной 20-мм пушкой                                     | 4                                      | По состоянию на 2021 год                                  |
|                                               | L/70                                   | 40-мм зенитная установка                                                        | 3                                      | По состоянию на 2021 год                                  |
|                                               | М-1939                                 | 37-мм зенитная установка                                                        | 10                                     | По состоянию на 2021 год                                  |
|                                               | ЗУ-23-2                                | 23-мм зенитная установка                                                        | 24                                     | По состоянию на 2021 год                                  |
|                                               | ЗПУ-4                                  | 14,5-мм зенитный пулемёт                                                        | >37                                    | По состоянию на 2021 год                                  |
| Авиация сухопутных войск                      |                                        |                                                                                 |                                        |                                                           |
|                                               | SA.342L Gazelle                        | Многоцелевой вертолёт                                                           | 2                                      |                                                           |
|                                               | SA.330 Puma                            | Транспортный вертолёт                                                           | 3                                      |                                                           |

Стрелковое вооружение
- 12,7-мм пулемёт Browning M2
- 7,62-мм пулемёт FN MAG
- 7,5-мм пулемёт ААТ-52
- 7,62-мм винтовка SG-542
- /  7,62-мм винтовка MAS G3
- 5,56-мм винтовка M16A1
- 5,56-мм винтовка FN CAL
- 5,56-мм винтовка FAMAS
- 9-мм автомат MAT-49
- 9-мм автомат Beretta M12
- 9-мм автомат Sterling L2A3 (Mark IV)
- 7,62-мм автомат Тип 56
- 9-мм пистолет MAC 50
- 9-мм пистолет MAB PA15

| Фото | Тип                | Описание         | Количество | Примечания               |
| ---- | ------------------ | ---------------- | ---------- | ------------------------ |
|      | Matador            | Бронетранспортёр | 24         | По состоянию на 2018 год |
|      | Panhard M3         | Бронетранспортёр | 7          |                          |
|      | Engesa EE-11 Urutu | Бронетранспортёр | 12         | По состоянию на 2016 год |

## Военно-морские силы

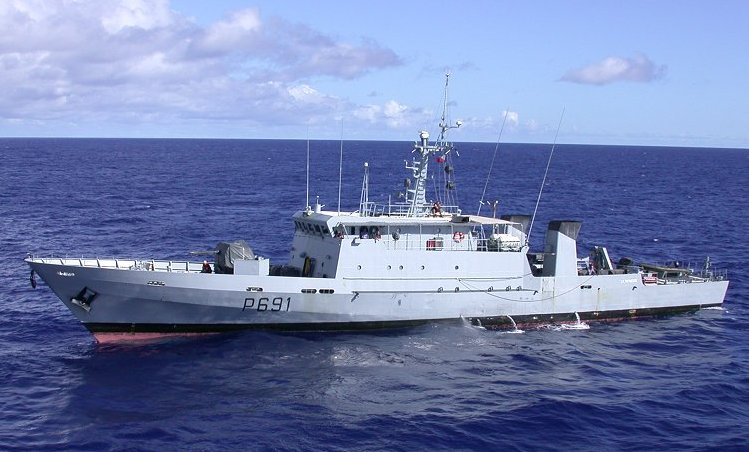
Французский патрульный катер типа P400, используемый на флоте Габона

Численность персонала 500 человек. В настоящее время ВМС использует три французских сторожевых катера типа Р400 для патрулирования побережья Атлантического океана. Другие корабли типа Kership и класса BATRAL еще заказаны.

## Военно-воздушные силы
Численность персонала 1000 человек. В ВВС эксплуатируют 33 воздушных судна, в том числе 9 боевых самолетов и 5 вертолетов. Авиабазы ВВС находятся в Либревиле, Франсвиле и Чибанге. Основными типами являются Dassault Mirage F1 и Dassault Mirage 5. В состав входят три эскадрильи:
- истребительная эскадрилья
  - Dassault Mirage F1A3
  - Aermacchi MB-326M Impala I
- транспортная эскадрилья
  - Lockheed C-130 Hercules
  - CASA CN-235
- Правительственный авиаотряд
  - 1 Dassault Falcon 900EX
  - 1 Gulfstream-III

## Национальная жандармерия
Национальная жандармерия Габона (Gandarmerie nationale gabonaise) — в некоторой степени аналог пограничных войск в России — отвечает за охрану границ страны; а также за обеспечение общественной безопасности и правопорядка в стране; обеспечение выполнения действий, предпринимаемых судебными и государственными органами. Национальная жандармерия находится под непосредственным командованием президента Габона, как верховного главнокомандующего вооруженными силами через министра национальной обороны.

## Звания
Вооружённые силы Габона отличаются большим числом воинских званий.

### Высший командный состав
| Вооружённые силы Габона  | Вооружённые силы Габона  | Вооружённые силы Габона | Вооружённые силы Габона | Вооружённые силы Габона | Вооружённые силы Габона |
| Наземные войска          | Наземные войска          | ВВС                     | ВВС                     | ВМС                     | ВМС                     |
| Знак различия            | Звание                   | Знак различия           | Звание                  | Знак различия           | Звание                  |
| ------------------------ | ------------------------ | ----------------------- | ----------------------- | ----------------------- | ----------------------- |
|                          | Генерал армии            |                         | Генерал армии           |                         | Адмирал                 |
| Général d´armée          | Général d´armée          | Amiral                  |                         |                         |                         |
|                          | Корпусной генерал        |                         | Корпусной генерал       |                         | Вице-адмирал эскадры    |
| Général de corps d´armée | Général de corps d´armée | Vice-amiral d´escadre   |                         |                         |                         |
|                          | Дивизионный генерал      |                         | Дивизионный генерал     |                         | Вице-адмирал            |
| Général de division      | Général de division      | Vice-amiral             |                         |                         |                         |
|                          | Бригадный генерал        |                         | Бригадный генерал       |                         | Контр-адмирал           |
| Général de brigade       | Général de brigade       | Contre-amiral           |                         |                         |                         |

### Старшие офицеры
| Вооружённые силы Габона  | Вооружённые силы Габона  | Вооружённые силы Габона     | Вооружённые силы Габона | Вооружённые силы Габона | Вооружённые силы Габона |
| Наземные войска          | Наземные войска          | ВВС                         | ВВС                     | ВМС                     | ВМС                     |
| Знак различия            | Звание                   | Знак различия               | Звание                  | Знак различия           | Звание                  |
| ------------------------ | ------------------------ | --------------------------- | ----------------------- | ----------------------- | ----------------------- |
|                          | Старший полковник        |                             | Старший полковник       |                         | Старший капитан корабля |
| Colonel Major            | Colonel Major            | Capitaine de vaisseau major |                         |                         |                         |
|                          | Полковник                |                             | Полковник               |                         | Капитан корабля         |
| Colonel                  | Colonel                  | Capitaine de vaisseau       |                         |                         |                         |
|                          | Старший подполковник     |                             | Старший подполковник    |                         | Старший капитан фрегата |
| Lieutenant-colonel Major | Lieutenant-colonel Major | Capitaine de fregate major  |                         |                         |                         |
|                          | Подполковник             |                             | Подполковник            |                         | Капитан фрегата         |
| Lieutenant colonel       | Lieutenant colonel       | Capitaine de fregate        |                         |                         |                         |
|                          | Старший майор            |                             | Старший майор           |                         | Старший капитан корвета |
| Commandant major         | Commandant major         | Capitaine de corvette major |                         |                         |                         |
|                          | Майор                    |                             | Майор                   |                         | Капитан корвета         |
| Commandant               | Commandant               | Capitaine de corvette       |                         |                         |                         |

### Младшие офицеры
| Вооружённые силы Габона | Вооружённые силы Габона | Вооружённые силы Габона               | Вооружённые силы Габона | Вооружённые силы Габона | Вооружённые силы Габона                  |
| Наземные войска         | Наземные войска         | ВВС                                   | ВВС                     | ВМС                     | ВМС                                      |
| Знак различия           | Звание                  | Знак различия                         | Звание                  | Знак различия           | Звание                                   |
| ----------------------- | ----------------------- | ------------------------------------- | ----------------------- | ----------------------- | ---------------------------------------- |
|                         | Старший капитан         |                                       | Старший капитан         |                         | Старший лейтенант корабля                |
| Capitaine major         | Capitaine major         | Lieutenant de vaisseau major          |                         |                         |                                          |
|                         | Капитан                 |                                       | Капитан                 |                         | Лейтенант корабля                        |
| Capitaine               | Capitaine               | Lieutenant de vaisseau                |                         |                         |                                          |
|                         | Старший лейтенант       |                                       | Старший лейтенант       |                         | Старший знамёнщик корабля первого класса |
| Lieutenant Major        | Lieutenant Major        | Enseigne de vaisseau 1re classe major |                         |                         |                                          |
|                         | Лейтенант               |                                       | Лейтенант               |                         | Знамёнщик корабля первого класса         |
| Lieutenant              | Lieutenant              | Enseigne de vaisseau 1re classe       |                         |                         |                                          |
|                         | Младший лейтенант       |                                       | Младший лейтенант       |                         | Знамёнщик корабля второго класса         |
| Sous-lieutenant         | Sous-lieutenant         | Enseigne de vaisseau 2e classe        |                         |                         |                                          |

### Прапорщики и мичманы
| Вооружённые силы Габона | Вооружённые силы Габона | Вооружённые силы Габона | Вооружённые силы Габона | Вооружённые силы Габона | Вооружённые силы Габона |
| Наземные войска         | Наземные войска         | ВВС                     | ВВС                     | ВМС                     | ВМС                     |
| Знак различия           | Звание                  | Знак различия           | Звание                  | Знак различия           | Звание                  |
| ----------------------- | ----------------------- | ----------------------- | ----------------------- | ----------------------- | ----------------------- |
|                         | Главный прапорщик       |                         | Главный прапорщик       |                         | Главный мичман          |
| Adjudant-chef Major     | Adjudant-chef Major     | Maitre-principal major  |                         |                         |                         |
|                         | Старший прапорщик       |                         | Старший прапорщик       |                         | Старший мичман          |
| Adjudant-chef           | Adjudant-chef           | Maitre-principal        |                         |                         |                         |
|                         | Прапорщик               |                         | Прапорщик               |                         | Мичман первой статьи    |
| Adjudant                | Adjudant                | Premier maitre          |                         |                         |                         |

### Рядовой, капральский, сержантский и старшинский состав
| Вооружённые силы Габона | Вооружённые силы Габона | Вооружённые силы Габона        | Вооружённые силы Габона | Вооружённые силы Габона | Вооружённые силы Габона      |
| Наземные войска         | Наземные войска         | ВВС                            | ВВС                     | ВМС                     | ВМС                          |
| Знак различия           | Звание                  | Знак различия                  | Звание                  | Знак различия           | Звание                       |
| ----------------------- | ----------------------- | ------------------------------ | ----------------------- | ----------------------- | ---------------------------- |
|                         | Старший сержант         |                                | Старший сержант         |                         | Мичман                       |
| Sergent-chef            | Sergent-chef            | Maitre                         |                         |                         |                              |
|                         | Сержант                 |                                | Сержант                 |                         | Мичман второй статьи         |
| Sergent                 | Sergent                 | Second maitre                  |                         |                         |                              |
|                         | Старший капрал          |                                | Старший капрал          |                         | Квартирмейстер первой статьи |
| Caporal-chef            | Caporal-chef            | Quartier-maitre se 1ere classe |                         |                         |                              |
|                         | Капрал                  |                                | Капрал                  |                         | Квартирмейстер второй статьи |
| Caporal                 | Caporal                 | Quartier-maitre se 2eme classe |                         |                         |                              |
|                         | Рядовой первого класса  |                                | Рядовой первого класса  |                         | Старший матрос               |
| Soldat Première         | Soldat Première         | Matelot brevet                 |                         |                         |                              |